# Peck Kelley
Peck Kelley (* 22. Oktober 1898 in Houston, Texas als John Dickson Kelley; † 26. Dezember 1980 ebenda) war ein legendärer US-amerikanischer Jazzpianist, obgleich er die meiste Zeit seiner Karriere in seiner Heimatstadt Houston und deren Umland aktiv war.

## Leben
Kelley lernte zunächst autodidaktisch klassisches Klavier und entdeckte 1917 den Jazzstil. 1921 gründete er seine Band Peck Kelley's Bad Boys, in der später bekannte Musiker wie Louis Prima, Pee Wee Russell sowie Jack und Charlie Teagarden spielten.
Jack Teagarden arbeitete noch von 1921 bis 1925 gelegentlich mit Kelley. Weitere Mitglieder seiner späteren Formation Peck's Bad Boys waren die Klarinettisten Leon Rappolo und Pee Wee Russell. 1922 trat seine Band im Garden of Tokio Ballroom in Galveston auf; 1925 spielte er angeblich in St. Louis, 1927 in Shreveport und 1934 in New Orleans. Angebote von Paul Whiteman, den Dorsey Brothers oder Bob Crosby schlug er aus.
Musiker wie Jack Teagarden oder Ben Pollack erwähnten immer die virtuos-spielerischen Fertigkeiten von Kelley, der jedoch nur wenigen anderen Musikern bekannt war; 1939 schrieb John Hammond im Down Beat einen würdigenden Artikel unter dem Titel: „Peck Kelley ist kein Gerücht.“ 1940 berichtete auch das Collier’s Weekly über ihn.
Ab 1948 konzertierte er vor allem als Solopianist. Erst 1957 entstanden erste Aufnahmen für das Label Commodore mit einer Combo; die beiden Schallplatten wurden aber erst nach dem Tod des Pianisten veröffentlicht (Peck Kelley Jam Vol. 1 & 2). Kurz danach erschienen noch privat mitgeschnittene Solo- und Duo-Aufnahmen (Out of Obscurity) auf dem Label Arcadia. Im Alter erblindete er und erkrankte an Parkinson.

## Lexigraphische Einträge
- Ian Carr, Digby Fairweather, Brian Priestley: Rough Guide Jazz. Der ultimative Führer zum Jazz. 1800 Bands und Künstler von den Anfängen bis heute. 2., erweiterte und aktualisierte Auflage. Metzler, Stuttgart/Weimar 2004, ISBN 3-476-01892-X.
- Leonard Feather, Ira Gitler: The Biographical Encyclopedia of Jazz. Oxford University Press, New York 1999, ISBN 0-19-532000-X.